# Георгіос Кацимбаліс
Георгіос, також Йоргос, Кацимбаліс (1899–1978) — грецький митець, поет, бібліограф та інтелектуал першої половини XX століття. Найбільше відомий як головний герой роману Генрі Міллера «Колос маруссійський».

## Біографія
Народився в сім'ї науковця Константиноса Кацимбаліса. Відвідував Юридичний коледж у Парижі, але диплома не здобув.
Кацимбаліс брав участь у Першій світовій війні, де служив артилеристом на Салонікському фронті. Там він познайомився з майбутнім науковцем і перекладачем Теодором Стефанідесом, з яким товаришував багато років.
1926 року Кацимбаліс разом зі Стефанідесом видали антологію сучасної їм грецької поезії, що містила англійські переклади 60 віршів 33 грецьких поетів, 4 з яких належали самому Стефанідесові.
До ближнього гуртка Кацимбаліса в 1930-ті роки належали Йоргос Сеферіс, Андреас Карандоніс, Нанос Валаоритіс, художник Нікос Хатзікіріакос-Ґікас, філософ Константінос Цацос та його дружина Джоанна (сестра Цеферіса), вчений і поет Теодор Стефанідес.
У 1935 році Стефанідес познайомив Кацимбаліса з Лоуренсом Дарреллом, який у 1939 познайомив з ними Генрі Міллера.
У 1935-1940 і 1944 роках був засновником прогресивного проєвропейського щомісячного журналу «Нова література» (грец. Τα Νεα γραμματα), до редакції якого входили Йоргос Теотокас, Йоргос Сеферіс, Андреас Карандоніс і який об'єднав молодих грецьких літераторів 1930-х років. У журналі публікувалися Янніс Ріцос, Андреас Ембірикос, Нікос Енгонопулос, Одіссеас Елітіс, Нікос Гатсос, Димітріс Антоніу, Нанос Валаоритіс та інші.

## Родина
Мав сестру Каліпсо, яка покінчила життя самогубством 13 березня 1920 року в Парижі, викинувшися з балкону. У 1918 році вона закохалася в Ангелоса Сікеліаноса, який був одружений і не відповів їй взаємністю.

## Пам'ять
Георгіосу Кацимбалісу присвячено роман Генрі Міллера «Колос маруссійський», у багатьох інших творах про Грецію Кацимбаліса згадують під цим же прізвиськом. Зокрема він згадується в романі «Маг» англійського письменника Джона Фаулза, книзі Едмунда Кілі «Винаходячи рай» (англ. Inventing Paradise: The Greek Journey 1937-1947) тощо.
Лоуренс Даррелл у одному з есе зі збірки «Дух місця» (англ. Spirit of Place) описав дім Кацимбаліса в Марусі як «буремний перевал» (англ. Wuthering Heights) через тривалі та бурхливі літературні дискусії, що точилися там суботами влітку 1939 року.
У лютому 2007 року погруддя Кацимбаліса праці Константиноса Палеологоса було встановлено на подвір'ї Культурної організації муніципалітету Афін, монумент було відкрито мером Афін Нікітасом Какламанісом.

## Публікації
- Паламас К. [Антологія [Книга] / Костис Паламас ; упор. Г. К. Кацімбаліс, Андреас Карандоніс. — 4-е вид. — Афіни: Естія, 1994. — 446 с. — Видання новогрецькою мовою. — ISBN 960-05-0302-8

### Переклади
- Kostes Palamas. Three poems. Translated by Theodore Ph. Stephanides and George C. Katsimbalis
- Kostes Palamas. The Twelve Words of the Gypsy. Bilingual ed. Trans, by Theodore Ph. Stephanides and George C. Katsimbalis. Memphis: Memphis State Univ. Press, 1975. xl, 314 pp
- Kostes Palamas. The King's Flutte. Preface by Charles Diehl and Introduction by E. P. Papa- noutsos. Translated by Theodore Ph. Stephanides and George C. Katsimbalis. Athens: The Kostas Palamas Institute, 1982. 336 pages